# Voie Petit
Voie Petit è una via lunga di arrampicata sportiva sul Grand Capucin nel massiccio del Monte Bianco aperta da Arnaud Petit e Stéphanie Bodet nel 1997 e liberata da Alexander Huber nel 2005.
Si tratta della via d'arrampicata più difficile del massiccio del Monte Bianco e probabilmente d'Europa, considerando solo le vie d'alta quota.

## La via
La via sale nella parte centrale della parete est, in corrispondenza della via Bonatti-Ghigo, la prima via sulla parete est del Grand Capucin aperta da Walter Bonatti e Luciano Ghigo nel 1951.
La via è attrezzata con spit e chiodi da roccia ma è necessario integrarli con le protezioni veloci.

## Salite
- Apertura della via - Arnaud Petit, Stéphanie Bodet, Jean-Paul Petit (padre di Arnaud) e Pascal Baudin - 1997
- 1ª salita in libera - Alexander Huber - 17 luglio 2005 - Durante l'attacco finale Alex è caduto una sola volta sul tiro chiave.[2]
- 2ª Dusan Janak e Vaclav Satava - 26 agosto 2007 - (team ascent). Il secondo saliva con le jumar.[3]
- 3ª James McHaffie e Ben Bransby - agosto 2009 - (team ascent in due giorni separati). Dopo aver fatto in libera i primi sei tiri sono scesi in corda doppia lasciando le corde fisse lungo i primi cinque tiri. Ritornati dopo due giorni hanno risalito le corde fisse con le jumar e hanno completato la loro salita in libera fino in cima.[4]
- 4ª David Lama assicurato da Daniel Steurer - 2 luglio 2010 - (ground up free ascent) Il giorno della salita David ha fatto a vista tutti i tiri dal sesto in poi. Il giorno precedente ha salito i primi 5 tiri cadendo solo sul passo chiave del quinto tiro dopodiché si è ritirato per causa del malessere del compagno.[5]
- 5ª Arnaud Petit - 20 luglio 2010 - (ground up free ascent) Stéphanie Bodet da secondo ha salito in libera tutti i tiri cadendo una sola volta sul tiro chiave.
- 6ª Konrad Ociepka e Marcin Wszołek - 20 agosto 2011 - (team ascent) Il secondo è salito arrampicando. Durante l'attacco finale il primo di cordata è caduto una sola volta (sul sesto tiro, 7c+).[6][7]
- 7ª Edu Marin - luglio 2015 [8][9]
- 8ª Caroline Ciavaldini 5 - 6 luglio 2016 - al 4° tentativo sulla via, con James Pearson in due giorni con bivacco in parete [8]
- 9ª Mich Kemeter - 7 luglio 2016 - al 2° tentativo, con Cody Sims. Durante l'attacco finale è caduto su 2 tiri, per poi salirli in libera.[10][11]
- 10ª Nina Caprez - luglio 2019 - al 3° tentativo, con Martina Cufar [12][13]